# Weinan
Weinan (en chino, 渭南; pinyin, Wèinán; literalmente, ‘sur del [río] wei’)
es una ciudad-prefectura en la provincia de Shaanxi, República Popular de China. A una distancia aproximada de 60 kilómetros de la capital provincial. Limita al norte con Tongchuan, al sur con Shangluo, al suroeste con Xi'an y al este con la provincia de Henan. Su área es de 13 030 km² y su población total para 2010 superó los 5,28 millones de habitantes. 

## Administración
La ciudad prefectura de Weinan se divide en 11 localidades que se administra 1 distrito urbano, 2 ciudades suburbanas y 8 condados rurales.
- Distrito Linwei 临渭区
- Ciudad Huayin 华阴市
- Ciudad Hancheng 韩城市
- Condado Huazhou 华州县
- Condado Tongguan 潼关县
- Condado Dali 大荔县
- Condado Pucheng 蒲城县
- Condado Chengcheng 澄城县
- Condado Baishui 白水县
- Condado Heyang 合阳县
- Condado Fuping 富平县

## Clima
| Parámetros climáticos promedio de Weinan (1991–2015 estándar, extremas 1981–2010) | Parámetros climáticos promedio de Weinan (1991–2015 estándar, extremas 1981–2010) | Parámetros climáticos promedio de Weinan (1991–2015 estándar, extremas 1981–2010) | Parámetros climáticos promedio de Weinan (1991–2015 estándar, extremas 1981–2010) | Parámetros climáticos promedio de Weinan (1991–2015 estándar, extremas 1981–2010) | Parámetros climáticos promedio de Weinan (1991–2015 estándar, extremas 1981–2010) | Parámetros climáticos promedio de Weinan (1991–2015 estándar, extremas 1981–2010) | Parámetros climáticos promedio de Weinan (1991–2015 estándar, extremas 1981–2010) | Parámetros climáticos promedio de Weinan (1991–2015 estándar, extremas 1981–2010) | Parámetros climáticos promedio de Weinan (1991–2015 estándar, extremas 1981–2010) | Parámetros climáticos promedio de Weinan (1991–2015 estándar, extremas 1981–2010) | Parámetros climáticos promedio de Weinan (1991–2015 estándar, extremas 1981–2010) | Parámetros climáticos promedio de Weinan (1991–2015 estándar, extremas 1981–2010) | Parámetros climáticos promedio de Weinan (1991–2015 estándar, extremas 1981–2010) |
| Mes                                                                               | Ene.                                                                              | Feb.                                                                              | Mar.                                                                              | Abr.                                                                              | May.                                                                              | Jun.                                                                              | Jul.                                                                              | Ago.                                                                              | Sep.                                                                              | Oct.                                                                              | Nov.                                                                              | Dic.                                                                              | Anual                                                                             |
| --------------------------------------------------------------------------------- | --------------------------------------------------------------------------------- | --------------------------------------------------------------------------------- | --------------------------------------------------------------------------------- | --------------------------------------------------------------------------------- | --------------------------------------------------------------------------------- | --------------------------------------------------------------------------------- | --------------------------------------------------------------------------------- | --------------------------------------------------------------------------------- | --------------------------------------------------------------------------------- | --------------------------------------------------------------------------------- | --------------------------------------------------------------------------------- | --------------------------------------------------------------------------------- | --------------------------------------------------------------------------------- |
| Temp. máx. abs. (°C)                                                              | 17.3                                                                              | 24.2                                                                              | 30.9                                                                              | 36.2                                                                              | 37.5                                                                              | 42.8                                                                              | 40.4                                                                              | 39.0                                                                              | 37.9                                                                              | 32.0                                                                              | 25.6                                                                              | 22.5                                                                              | '                                                                                 |
| Temp. máx. media (°C)                                                             | 5.3                                                                               | 9.9                                                                               | 16.0                                                                              | 22.7                                                                              | 27.7                                                                              | 32.5                                                                              | 33.2                                                                              | 30.9                                                                              | 26.1                                                                              | 20.3                                                                              | 12.9                                                                              | 6.6                                                                               | 20.3                                                                              |
| Temp. media (°C)                                                                  | -0.1                                                                              | 3.9                                                                               | 9.5                                                                               | 15.8                                                                              | 20.9                                                                              | 25.9                                                                              | 27.4                                                                              | 25.3                                                                              | 20.4                                                                              | 14.5                                                                              | 7.3                                                                               | 1.4                                                                               | 14.4                                                                              |
| Temp. mín. media (°C)                                                             | -4.3                                                                              | -0.8                                                                              | 4.1                                                                               | 9.7                                                                               | 14.5                                                                              | 19.5                                                                              | 22.3                                                                              | 20.8                                                                              | 16.0                                                                              | 10.0                                                                              | 2.9                                                                               | -2.8                                                                              | 9.3                                                                               |
| Temp. mín. abs. (°C)                                                              | -13.7                                                                             | -14.5                                                                             | -7.5                                                                              | -1.2                                                                              | 2.4                                                                               | 10.3                                                                              | 15.0                                                                              | 13.0                                                                              | 6.6                                                                               | -3.3                                                                              | -7.7                                                                              | -16.7                                                                             | '                                                                                 |
| Precipitación total (mm)                                                          | 5.4                                                                               | 10.1                                                                              | 21.9                                                                              | 42.9                                                                              | 55.3                                                                              | 56.4                                                                              | 82.8                                                                              | 82.0                                                                              | 96.2                                                                              | 54.5                                                                              | 25.9                                                                              | 5.1                                                                               | 538.5                                                                             |
| Días de precipitaciones (≥ 0.1 mm)                                                | 3.3                                                                               | 4.0                                                                               | 5.6                                                                               | 7.1                                                                               | 8.4                                                                               | 7.2                                                                               | 8.9                                                                               | 9.2                                                                               | 11.0                                                                              | 8.5                                                                               | 5.6                                                                               | 2.6                                                                               | 81.4                                                                              |
| Días de nevadas (≥ 1 mm)                                                          | 4.0                                                                               | 2.8                                                                               | 1.1                                                                               | 0                                                                                 | 0                                                                                 | 0                                                                                 | 0                                                                                 | 0                                                                                 | 0                                                                                 | 0                                                                                 | 1.1                                                                               | 3.2                                                                               | 12.2                                                                              |
| Horas de sol                                                                      | 130.8                                                                             | 129.3                                                                             | 167.8                                                                             | 194.8                                                                             | 217.5                                                                             | 218.0                                                                             | 228.5                                                                             | 203.7                                                                             | 146.3                                                                             | 138.6                                                                             | 126.7                                                                             | 128.8                                                                             | 2030.8                                                                            |
| Humedad relativa (%)                                                              | 64                                                                                | 63                                                                                | 62                                                                                | 64                                                                                | 64                                                                                | 61                                                                                | 72                                                                                | 78                                                                                | 80                                                                                | 77                                                                                | 74                                                                                | 67                                                                                | 68.8                                                                              |
| Fuente: Administración Meteorológica de China                                     |                                                                                   |                                                                                   |                                                                                   |                                                                                   |                                                                                   |                                                                                   |                                                                                   |                                                                                   |                                                                                   |                                                                                   |                                                                                   |                                                                                   |                                                                                   |